# Лі Хсюан Єн
Лі Хсюан Єн (13 травня 1993) — індонезійський плавець.
Учасник Олімпійських Ігор 2016 року.